# Kudit wad Okon
Kudit Okon Tugo
Kudit wad Okon (ou Kudit, fils de Okon, fils de Tugo) ou Nyikang ou Atoitoi est le seizième souverain du peuple Shilluk, une ethnie africaine du Soudan du Sud fondée par le demi-dieu Nyikang. Kudit a probablement exercé son pouvoir entre les années 1770 et 1780. Ces dates sont approximatives car faute de sources écrites pour cette période, seule la tradition orale peut être évoquée comme source historique.

## Exil
Pour échapper à la folie meurtrière de son cousin le roi Tyelgut, Kudit décida de sauver sa vie en s'exilant auprès des Nouba dans les montagnes du Kordofan. Il y passa quelques années, attendant la prochaine élection royale. En apprenant le triste sort des princes Shilluk persécutés par le cruel Tyelgut, les Nouba proposèrent à Kudit de lever une armée et de marcher contre le tyran. Le prince Kudit déclina cette offre en disant: « Tyelgut règne par la volonté de Jwok, lorsque Jwok ne supportera plus cette situation, un autre règne commencera ».

## Présage
La tradition orale rapporte que le prince Kudit décida de mettre fin à son exil et de rentrer au Shillukland. Avant de revenir, il acheta plusieurs bijoux et pierres précieuses ; entre autres un bracelet en argent, un collier de perles et un collier confectionné à partir d'une queue de girafe ; tous ces objets étant des symboles de la royauté. Kudit arriva dans sa patrie alors qu'il faisait encore nuit noire. Il déposa les bijoux devant la porte de la hutte royale de Tyelgut puis alla se cacher. Le matin, le roi découvrit les présents. Son cœur se réjouit de ces cadeaux somptueux. Il regarda autour de lui puis cria ces mots: « Celui qui m'a offert ces cadeaux, en vérité, est digne de me succéder ! » Après avoir questionné quelques personnes, le roi Tyelgut apprit le retour de son cousin Kudit, il fit son éloge puis prophétisa son accession au trône.

## Meurtre de Tyelgut
Le prince Kudit décida de ne pas attendre la mort de Tyelgut et décida de l'assassiner. Un jour, Kudit rassembla ses partisans qui, de jour en jour, étaient de plus en plus nombreux de fait de la grande cruauté de Tyelgut. Lorsque tous furent rassemblés, Kudit prononça ces mots: « Wa ronyi dek » (Nous avons choisi le roi d'une manière stupide). À ces mots, le sort de Tyelgut fut scellé. Le lendemain matin, alors que le roi Tyelgut était occupé à enfiler un collier de perles, Kudit fit soudainement son apparition dans la hutte royale et frappa la tête de son cousin avec une massue. Le roi tomba à terre. Plus tard, Kudit alla vérifier si le roi était réellement mort. Les insectes s'affairait déjà autour du corps mais quand il lui donna un coup de pied pour le retourner, Tyelgut reprit connaissance et reconnu son cousin: « Va, empare toi de mon troupeau de vaches, j'ai fini de vivre ». Le roi décéda peu après.

## Règne
Kudit fut un souverain sévère et stricte. Lors des sessions judiciaires à Fachoda, ses verdicts étaient toujours commandés selon la plus bienheureuse justice. À l'instar de son prédécesseur, Kudit ordonna lui aussi une « chasse du sang royal ». De nombreux princes rivaux furent ainsi assassinés ; les fils des rois Muko, Wak et Tyelgut. Sous le règne du roi Kudit, les villages de Lul et Awobo furent fondés. Le roi fonda aussi une seconde résidence royale à Malakal mais il y passait très peu de temps durant l'année.

## Culte funéraire
La tombe et le temple funéraire du roi Kudit sont situés dans le village de Lul Otango où il mourut.
Le roi Kudit est souvent mentionné dans les chants traditionnels. Il arrive qu'il puisse être invoqué en tant qu'intercesseur lors d'un danger causé par une charge d'hippopotame.
Chant à Kudit
| Texte Shilluk Yanda Kudit Yanda pari cam emaki yan ! Kudit Nyikango ti o par ke mite ! ret akal Jwok. yeli yan ke par ! | Adaptation française Ô Nyikang, ô Kudit, fils de Nyikang, ton hippopotame veut me tuer ! Ô Kudit, fils de Nyikang, dompte ton hippopotame ! Dieu envoie de l'aide grâce au roi Protège moi de l'hippopotame ! |